# Помашки език
Помашки език (на гръцки: πομακική γλώσσα, помакики глоса или πομακικά, помакика) е термин, използван в Гърция за обозначаване на българските диалекти, говорени от помаците в Западна Тракия и в областта Мъглен (Караджова), Централна Македония, спадащи предимно към среднородопския говор и към гевгелийския говор.
В средата на 1990-те години в Гърция са публикувани „Граматика на помашкия език“, „Помашко-гръцки“ и „Гръцко-помашки речник“, които според българските лингвисти са политически опит за глототомия.
Гръцките учени определят произхода на говора като славянски или дори български, но акцентират силно върху гръцките заемки в него.
В България се приема, че в случая с т. нар. помашки език несъмнено става дума за южнородопски български диалект, говорен от местното българомохамеданско население, който е естествено продължение на българските родопски диалекти в южна посока. В международната славистика за статута на „помашкия език“ съществуват различни теории. Руско-естонският лингвист Александър Д. Дуличенко го определя като славянски микролитературен език, без да взима предвид социолингвистическите обстоятелства и мнението на носителите му. Поради което споменатото гледище не се приема в България. Немският славист Мартин Хенцелман, който провежда емпирични проучвания в Гърция, прави концептуален анализ по терминологията на славянските микролитературни езици и я прилага и към „помашкия език“. Същият стига до заключението, че изнесената у Дуличенко информация, отнасяща се до споменатата езикова форма в качеството ѝ на микролитературен език не дава основание, „помашкият език“ да се определяя като такъв.
От около 2010 г. гръцки телевизионен канал от Ксанти излъчва новини на помашки език.
Голяма част от помаците в Турция наричат майчиния си език „помашки“. При преброяването на населението във вилает Одрин през 1935 година 7175 души са посочили като роден език „помашкия“, а във виалет Лозенград броят им е 8822. При преброяването в Турция през 1960 година 29 000 души са посочили като роден език „помашки“, а 24 000 като втори език.